# Fluxbuntu

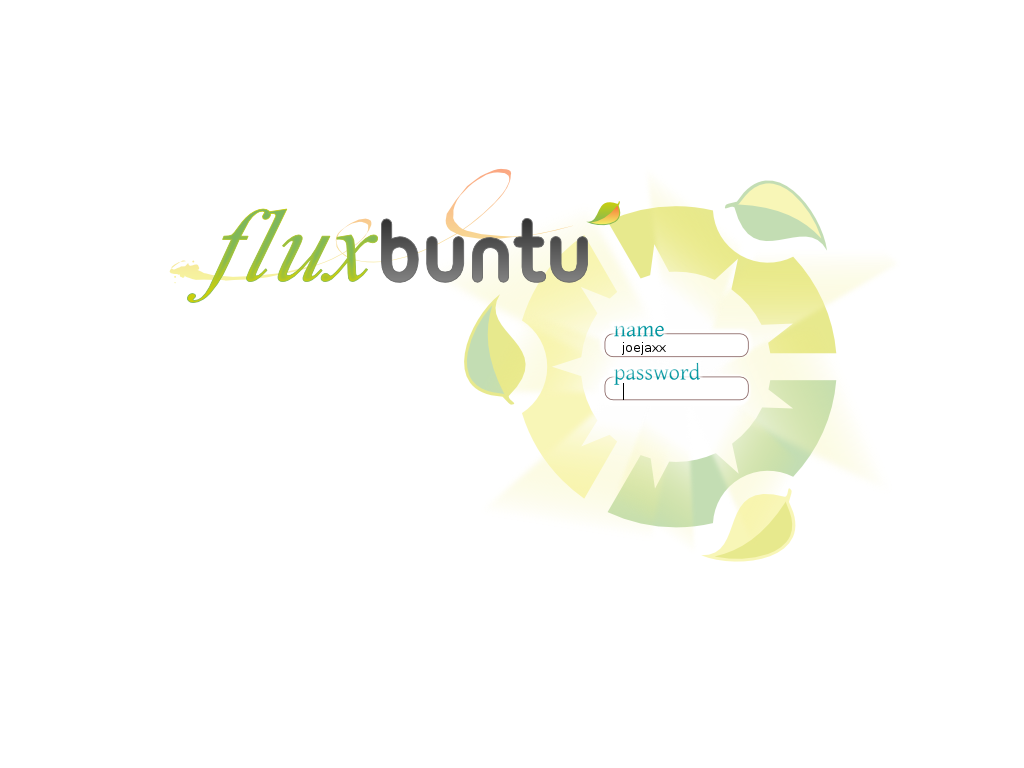
Ekran logowania we Fluxbuntu 7.10.

Fluxbuntu – dystrybucja Linuksa bazująca na Ubuntu, używająca lekkiego menedżera okien Fluxbox.
Fluxbuntu ma bardzo niskie wymagania systemowe, wystarczy zaledwie 64 MB RAM, by korzystać z pełnego systemu operacyjnego. Instalacja systemu odbywa się w trybie tekstowym. Pomimo niskich wymagań, dystrybucja zachowuje wszystkie funkcje kompletnego systemu operacyjnego i ma pełną zgodność ze wszystkimi z rodziny Ubuntu. Obraz płyty, jak i jej wymagana pojemność to tylko 300 MB.
Pulpit Fluxbuntu ma pełną zgodność z aplikacjami pisanymi w GTK+, czyli znanymi nam z GNOME. Posiada wiele nakładek graficznych, co sprawia, że jest on łatwiejszy w użyciu.
Lekkość systemu polega na dobranym jak najlżejszym oprogramowaniu np. zamiast zasobożernej przeglądarki internetowej Firefox, dołączono domyślnie lżejszą przeglądarkę internetową Kazehakase, opartą również na silniku Gecko, albo zamiast długo ładującego się ekranu logowania GDM, umieszczono ekran logowania Slim.

## Najnowsza wersja
Obecnie najnowszą wersją jest FluxBuntu 7.10 i można ją pobrać ze strony projektu. Dystrybucja nie jest już rozwijana.